# Celestino Uriarte
Celestino Uriarte Bedia (Mondragón, 14 de mayo de 1909-Madrid, 9 de septiembre de 1979) fue un político y militar español.

## Biografía
Nació en la localidad guipuzcoana de Mondragón el 14 de mayo de 1909, en el seno de una familia obrera. Trabajó en una fundición desde los 14 años. A temprana edad fue uno de los fundadores de las Juventudes Socialistas y de la Agrupación local del PSOE en Mondragón, así como de la sección local del Sindicato Obrero Metalúrgico.
Fue condenado a muerte en 1946 por el asesinato de Marcelino Oreja Elósegui en 1934.
Tras el estallido de la Guerra civil se unió a las fuerzas leales a la República. En junio de 1937 fue nombrado comandante de la 13.ª Brigada Vasca —perteneciente al llamado «Ejército vasco»—. Posteriormente en Asturias fue nombrado comandante de la 194.ª Brigada Mixta del Ejército republicano, unidad que mandó hasta la caída del Frente Norte. Logró llegar a Barcelona, ciudad donde se afiliaría al Partido Comunista de España (PCE). Tras su regreso a la zona republicana fue nombrado comandante de la 123.ª Brigada Mixta. Al frente de esta unidad intervino en la Batalla del Ebro, donde resultó herido a consecuencia de los duros combates.
Hacia el final de la contienda cruzó la frontera francesa, trasladándose posteriormente a Uruguay y Chile, donde residió en el exilio. Por órdenes del PCE regresó a la España franquista, donde sería detenido en 1946; trasladado a la cárcel de Martutene, lograría escaparse. Tiempo después residió en la República Democrática Alemana. En 1970 fue expulsado del PCE, participando posteriormente en la fundación del Partido Comunista Obrero Español (PCOE). Falleció en Madrid en 1979.